# Háje (Kolová)

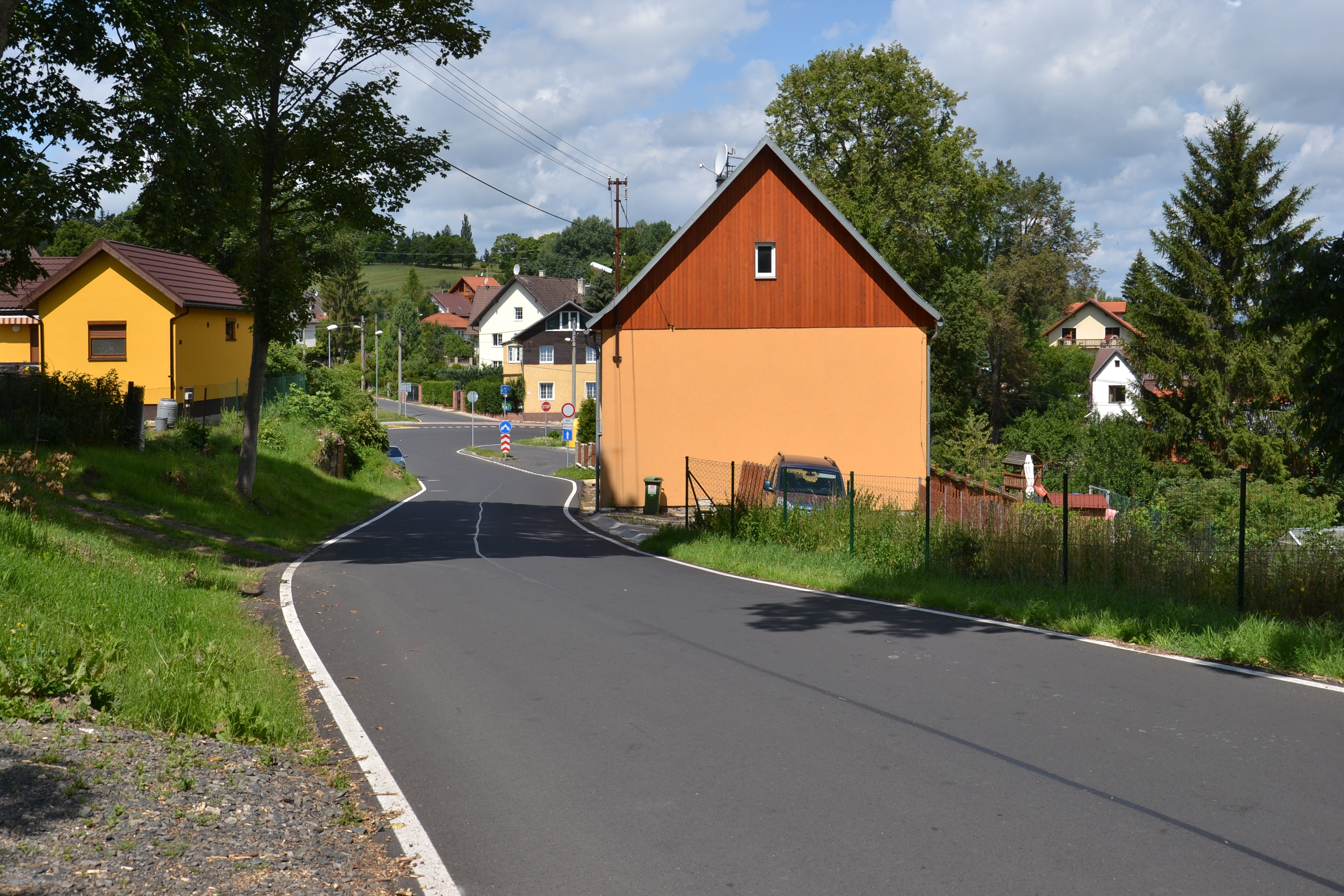
Háje – oberer Teil des Dorfes

Háje, bis 1945 Funkštejn (deutsch Funkenstein) ist ein Ortsteil der Gemeinde Kolová in Tschechien. Er liegt fünf Kilometer südlich von Karlovy Vary und gehört zum Okres Karlovy Vary.

## Geographie
Háje befindet sich im Kaiserwald auf dem Gebiet des Landschaftsschutzgebietes ChKO Slavkovský les. Das Dorf liegt auf einem Höhenzug über den Tälern der Bäche Lomnický potok und Cínový potok. Westlich erhebt sich der Zámecký vrch (Schlossberg, 624 m) und im Norden der Vítkův vrch (644 m). Im Nordwesten befindet sich die Talsperre Březová. Nordöstlich liegt der Flughafen Karlsbad. Südlich des Dorfes befindet sich der Golfplatz des Golfclubs Háje; daran schließt sich der Stausee Stanovice an.
Nachbarorte sind Karlovy Vary und Na Rybníce im Norden, Olšová Vrata im Nordosten, Kolová im Osten, Nové Stanovice und Stanovice im Süden, Cihelny im Westen sowie Březová im Nordwesten.

## Geschichte
Die erste schriftliche Erwähnung der Ansiedlung Funkenstein erfolgte 1536. Sie entstand an einer Vorburg der Burg Funkenstein und war dieser zugehörig. Teil der Burgherrschaft waren auch die Waldgebiete, auf denen später die seit 1713 aus dem Kataster von Funkenstein losgetrennten Dörfer Pirkenhammer, Kohlhau und Schneidmühl angelegt wurden.
Nach der Aufhebung der Patrimonialherrschaften bildete Funkenstein/Funkenštein ab 1850 eine Gemeinde im Bezirk Karlsbad. 1857 eröffnete in Funkenstein eine Schule. Zu Ende des 19. Jahrhunderts errichtete Josef Löwi unterhalb des Schlossberges ein Schlösschen, das er „Meczery-Höhe“ nannte. Es diente ihm als Sommersitz sowie als Kaffeehaus.
Die Gemeinde bestand am 31. Dezember 1900 aus 37 Häusern und hatte 273 Einwohner, von denen 269 der deutschen Volksgruppe angehörten. 1930 hatte Funkenstein 232 Einwohner. Infolge des Münchner Abkommens wurde Funkenstein 1938 dem Deutschen Reich angeschlossen und gehörte bis 1945 zum Landkreis Karlsbad. Die Tschechen wurden während dieser Zeit ins Protektorat Böhmen und Mähren zwangsausgesiedelt. 1939 lebten in Funkenstein 255 Menschen. Nach dem Ende des Zweiten Weltkrieges kam die Gemeinde zur Tschechoslowakei zurück. 1945 erfolgte die Umbenennung in Háje. Zu dieser Zeit begann auch die Vertreibung der meisten Deutschen. Die neuen Siedler kamen aus Böhmen, Mähren und der Slowakei. Darunter waren auch einige, die die Höfe nicht bewirtschafteten, sondern nur plünderten. Insgesamt blieben viele Gehöfte unbewohnt, verfielen und wurden schließlich abgerissen.
Von 1946 bis 1960 gehörte Kolová zum Okres Karlovy Vary-okolí und seit 1961 wieder zum Okres Karlovy Vary. 1961 erfolgte auch die Eingemeindung nach Kolová. 1991 hatte der Ort 71 Einwohner. Im Jahre 2001 bestand das Dorf aus 28 Häusern, in denen 79 Menschen lebten. Im Jahre 2005 eröffnete der Golfclub Háje den Golfplatz.

## Sehenswürdigkeiten
- Reste der Burg Funkštein (Funkenstein) auf dem Zámecký vrch (Schlossberg), westlich der Gemeinde über dem Tal des Lomnický potok. Sie wurde im 12. Jahrhundert errichtet und war eine kleine Wachtburg des Grenzbefestigungssystems der Přemysliden.